# Ífigenie v Aulidě
Ífigenie v Aulidě je tragédie starověkého řeckého dramatika Eurípida. Pojednává o nejstarší králově dceři Ífigenii, která má být obětována v přístavu Aulis, kde válečné loďstvo pro bezvětří uvízlo, aby odtud řecká výprava mohla odplout dobývat Tróju. Patří mezi autorova pozdní díla, jde zřejmě o poslední hru, kterou psal na makedonském dvoře. Dějově předchází jiné Eurípidově hře, totiž Ífigenii v Tauridě, přestože „aulidskou Ífegeneiu“ Eurípidés napsal po „taurské“. Hra byla provedena až po autorově smrti, roku 406 př. n. l.

## Obsazení
- Agamemnón, král mykénský, vůdce řeckých vojsk
- Meneláos, král spartský, bratr Agamemnonův
- Klytaimnéstra, mykénská královna, choť Agamemnonova
- Ífigenie, její dcera
- Achilleus, nejstatečnější řecký bojovník
- Posel

Děj se odehrává v řeckém lodním táboře v Aulidě před odplutím Řeků k Tróji. 

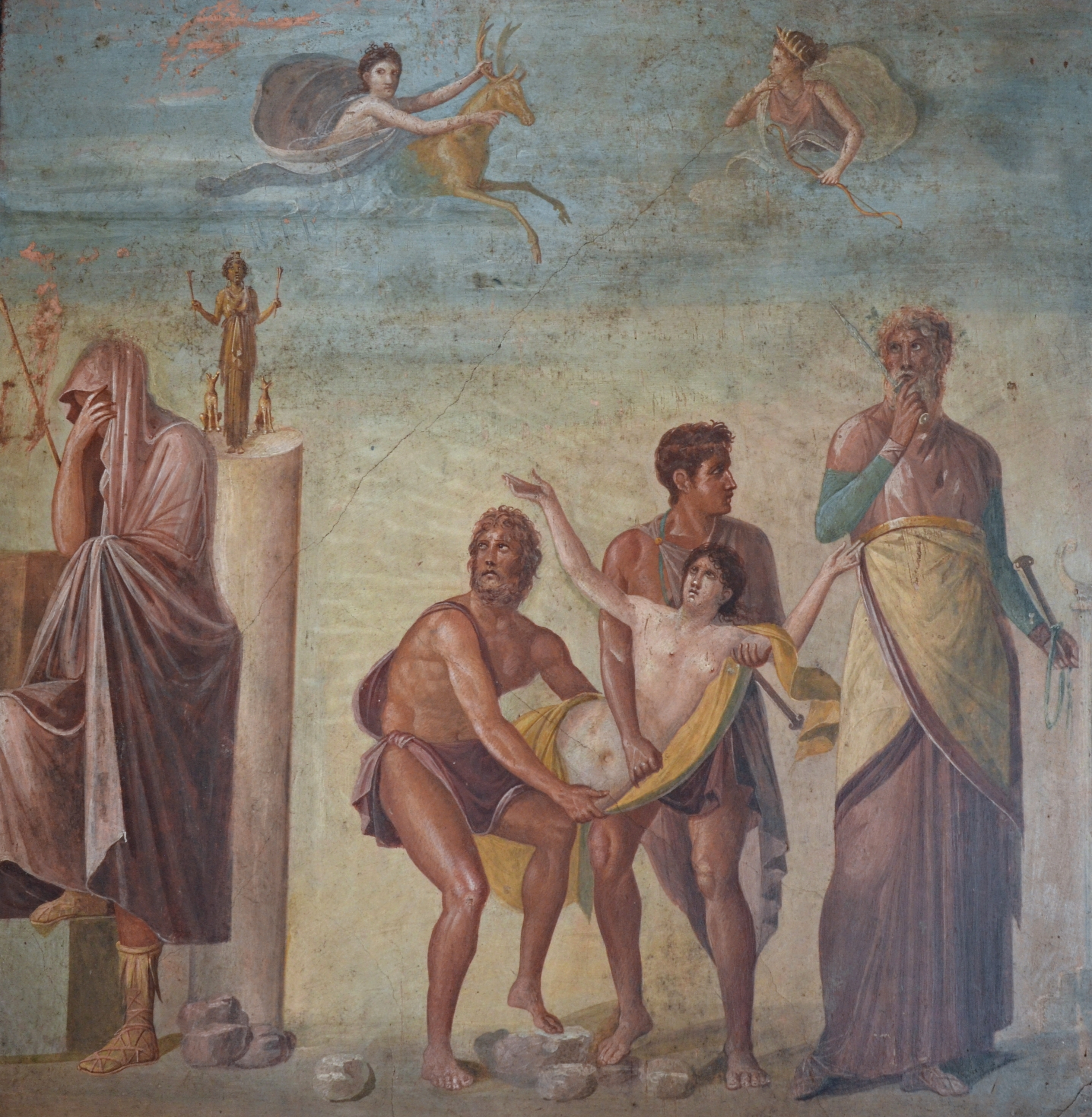
Obětování Ifigenie, freska z vily básníka tragédií v Pompejích, 1. stol. př.n.l., Archeologické muzeum Neapol

## Děj
Bohyně Artemis zadržela větry, čímž brání řeckému vojsku zahájit plavbu k Tróji. Chce, aby Agamemnón obětoval své nejstarší dítě – dceru Ífigenii. Přestože Agamemnón již svému bratru Meneláovi (a potažmo celému řeckému vojsku) slíbil, že dceru obětuje, posílá manželce Klytaimnéstře dopis, aby s dcerou do Aulidy nepřijížděly. Dopis ale zachytí Meneláos a mezi bratry propukne hádka. Agamemnónovi se příčí zabití dcery, která nakonec s matkou do Aulidy přijíždí, přilákána otcovým slibem, že bude provdána za hrdinu Achillea. Starý sluha Klytaimnéstře a její dceři prozradí, že Agamemnón se nechal přemluvit a je ochoten dceru obětovat, aby řecké lodi mohly vyplout. Dívka se zprvu brání, ale nakonec si uvědomí svůj dějinný význam a je ochotna jít na smrt. Těsně před obětováním však zmizí a bohyně Artemis místo ní podstrčí laň. Agamemnón jásá, Klytaimnéstra (která u toho nebyla) pochybuje, zda tomu tak skutečně bylo.

## Odraz v umění

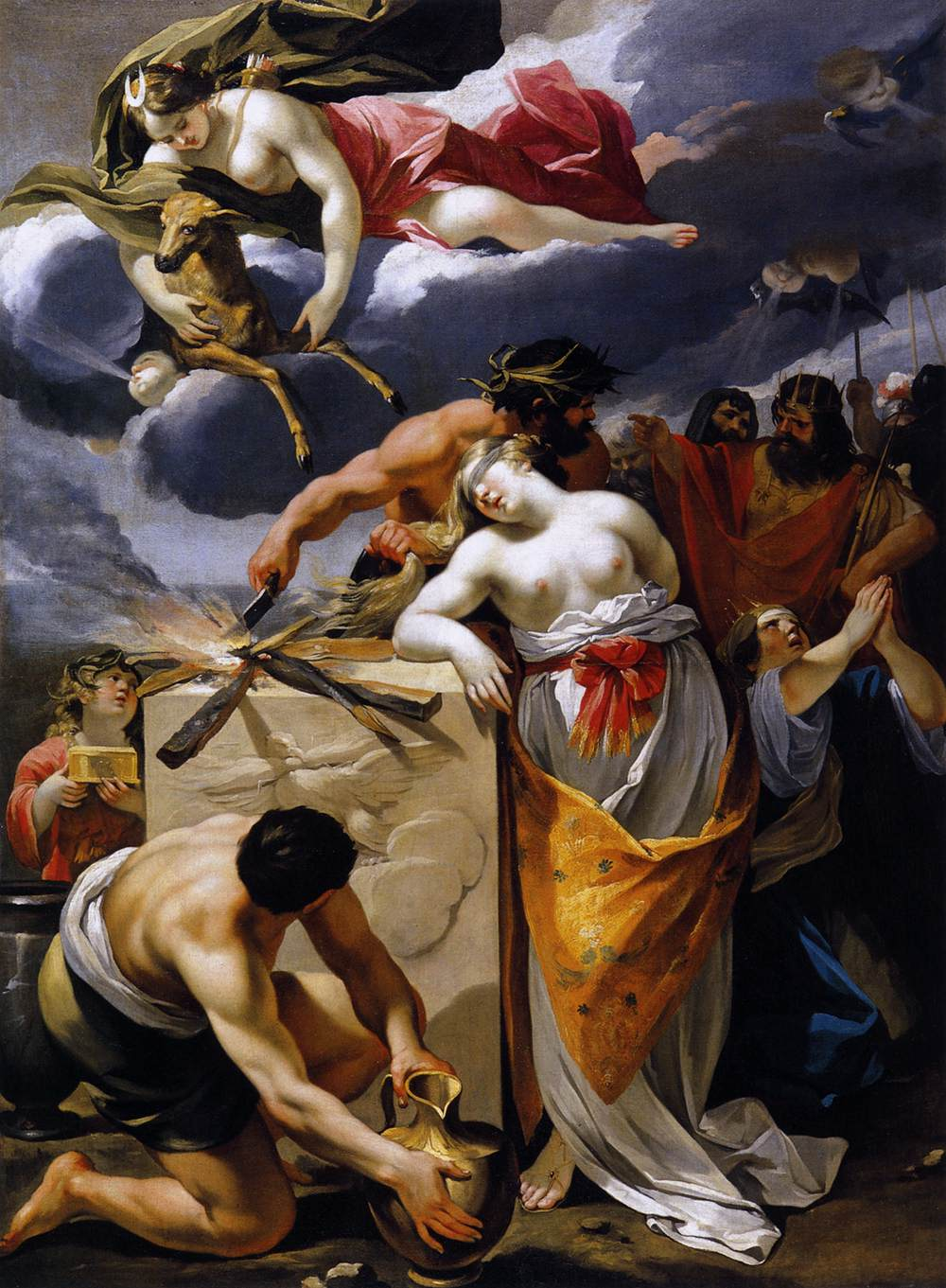
Francois Perriot, Obětování Ifigenie, 1632-1633

### Malířství
- Obětování Ifigenie, freska z vily básníka-tragéda v Pompejích, 1. stol. př.n.l.
- François Perrier (1594–1649), Obětování Ifigenie, 1632-1633, Muzeum krásných umění, Dijon

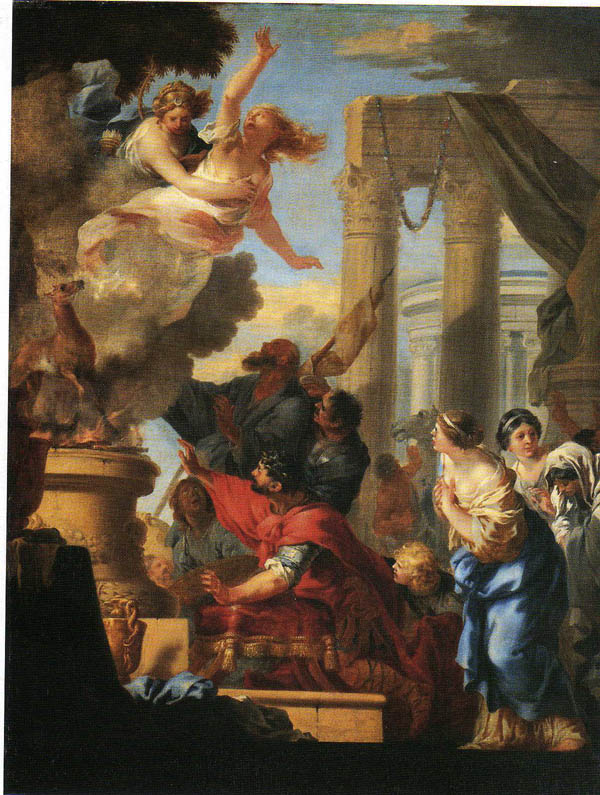
Sábastien Bourdon: Obětování Ifigenie, 1653

- Sébastien Bourdon (1616-1671): Obětování Ífigenie, (1653), Musée des beaux Arts d'Orléans; z ohně a dýmu na obětním oltáři vzlétá k nebi Ífigenie, s pozdviženou rukou se k ní obrací klečící otec Agamemnón v červeném plášti a matka Klytaimnéstra v modrém plášti.
- Giovanni Battista Tiepolo (1696-1770): I
- Francesco Montebasso 1749: Ígigenie vzlétá do nebes v doprovodu bohyně Artemis, u obětního oltáře s živým kozlem stojí král Agamemnón s tasenou dýkou, další  vzhlíží k ní král Agamemnón, vlevo Achilleus ve zbroji, dvořané a mykénští obyvatelé přihlížejí. V přístavu kotví loď připravená vyplout do Tróje.
- Jacques-Louis David: Achilleův hněv, (1819): na obraze zleva vystupuje Achilleus ve zbroji s přílbou na hlavě, s mečem vlevici a s napřaženou pravou paží. Proti němu čelně stojí Klytaimnéstra s královským žezlem a korunkou, její dcera Ífigenie s věnečkem z bílých květů a král Agamemnon v červeném plášti, se žezlem v levici.
- Peter Cornelius: Obětování Ifigenie, kolem 1850, Moravská galerie v Brně

### Sochařství
- Artemis a Ifigenie - torzo sousoší, mramor, 3. stol. př.n.l., Glyptotéka Kodaň

### Hudba

#### Opery
- Domenico Scarlatti napsal operu Ifigenia in Aulide na libreto Carla Sigismonda Capece, premiéra se uskutečnila v paláci Zuccari v Římě pravděpodobně 11. ledna 1713.
- Christoph Willibald Gluck obě Ífigenie, aulidskou i taurskou, zpracoval jako opery:
  - Ifigenie v Aulidě (1774) [4]
  - Ífigenie v Tauridě (1779) [5]
- Luigi Cherubini zkomponoval operu Ifigenia in Aulide o třech dějstvích na slova italského libretisty Fernanda Morettiho. Premiéru měla v Teatro Regio v Turíně 12. ledna 1788.

### Film
- Ifigeneia (1977), režie Michalis Kakojannis